# Polícia Nacional do Paraguai

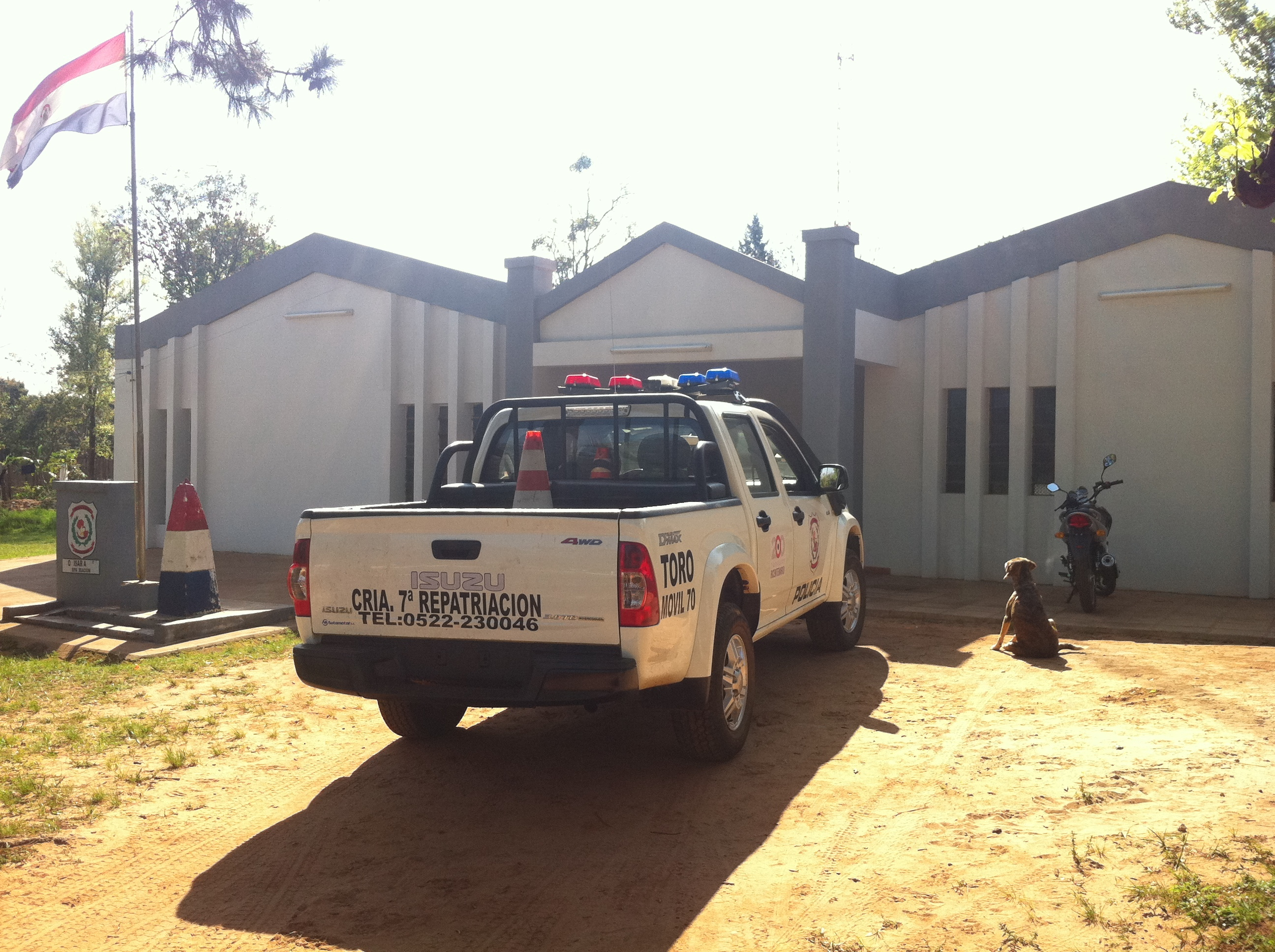
Caminhonete policial em uma delegacia de polícia em Repatriación, Paraguai.

A Polícia Nacional do Paraguai (Policía  Nacional  del  Paraguay) é uma instituição policial civil, hierarquizada e subordinada ao Poder Executivo, através do Ministério do Interior, encarregada da segurança interna, da manutenção da ordem pública, da prevenção dos delitos e da sua investigação sob a direção da autoridade judiciária.
É dirigida por um policial de carreira, de hierarquia superior, com impedimento de participar de atividades político-partidárias.

## Histórico
A polícia paraguaia foi criada em 8 de março de 1843, durante o Consulado de Carlos Antônio Lopez e Mariano Roque Alonso.
Pedro Nolazco Fernandez foi o primeiro Chefe de Polícia e organizou a estrutura interna da instituição que foi denominada de Departamento de Polícia da Capital.
Em 20 de junho de 1992, promulgada uma nova Constituição do país, surgiu no seu bojo a Polícia Nacional dentre as instituições designadas como Força Pública, previstas no seu artigo 172.
A nova corporação, que uniu as diversas forças anteriormente encarregadas do trabalho policial, teve na sua direção, pela primeira vez, um policial de carreira, o Comissário Geral German Gabriel Franco Vargas.

## Organização
A Polícia Nacional é dirigida pelo Comissário Geral Comandante, auxiliado pelos Comissários Gerais Diretores das Direções Gerais.

### Direções Gerais
- Direção Geral de Ordem e Segurança
- Direção Geral dos Institutos Policiais de Ensino
- Direção Geral de Logística
- Direção Geral do Bem Estar policial

### Direções de Zonas Policiais
São órgãos que exercem a sua jurisdição e competência em determinados espaços geográficos do território nacional, através das Chefaturas de Polícia de Departamentos.

### Chefaturas de Polícia Departamentais
São órgãos, subordinados a respectiva Direção de Zona Policial, que exercem a atividade-fim da polícia em todas as suas formas, incluídos o exercício da polícia judiciária, a execução da polícia ostensiva e a cooperação com outras entidades da administração pública que a solicitem para a consecução dos seus fins.

### Comissariados
Comissariados são órgãos policiais, subordinados às Chefaturas de Polícia Departamentais, que dentro dos limites do Departamento e em circunscrições determinadas executam a atividade-fim da Polícia Nacional.
Podem ter a atividade policial descentralizada em Subcomissariados, Destacamentos ou Postos Policiais e, se necessário, dependem do apoio tático, técnico e logístico da Chefatura de Polícia Departamental.

## Carreira e designações hierárquicas
- Direção Superior

Comissário Geral Comandante
Comissário Geral Diretor
Comissário Geral Inspetor
- Autoridades Policiais

Comissário Principal
Comissário
Subcomissário
- Oficiais Subalternos

Oficial Inspetor
Primeiro Oficial
Segundo Oficial
Oficial Ajudante
- Cadetes

Brigadeiro Maior
Brigadeiro
Sub Brigadeiro
Cadete
- Sub Oficiais

Sub Oficial Superior
Sub Oficial Principal
Sub Oficial Maior
Sub Oficial Inspetor
Primeiro Sub Oficial
Segundo Sub Oficial
Sub Oficial Ajudante
- Conscritos

Primeiro Cabo
Segundo Cabo
Agente